# Pablo Maqueda
Pablo José Maqueda Andrés es un futbolista y entrenador español nacido en Barcelona el 18 de enero de 1971.

## Trayectoria
Exjugador del Can Vidalet de Esplugues, que destacó posteriormente en el equipo juvenil de Las Planas, cuya demarcación fue de delantero, en 1989 el Fútbol Club Barcelona lo fichó para el conjunto de esta categoría. Después pasó al Barça B, con esporádicas apariciones con el primer equipo, incluido un partido de la liga 90/91 Poco a poco destacó en el filial azulgrana, consiguiendo en la campaña 92/93 8 goles en 32 partidos, además de dos encuentros con el Barça. 
En verano de 1993 se marchó al Real Oviedo. En Asturias permaneció dos campañas sin demasiada suerte. Jugó 40 encuentros, casi todos como suplente, marcando 4 goles. El Oviedo lo cedió al Real Mallorca en la temporada 95/96, equipo entonces en Segunda División, y Maqueda recuperó el instinto goleador, con 10 dianas.  
Retornó a la temporada siguiente al Oviedo, donde encontró más minutos y oportunidades que en la anterior etapa. Alternando la titularidad y la suplencia, anotó siete goles. 
Sin continuidad en el Oviedo, en verano de 1997 se marchó al Avispa Fukuoka japonés. Allí disputó 12 partidos y marcó cinco goles. La experiencia no resulta demasiado satisfactoria y en agosto de 1998 regresa a Cataluña, a las filas de la UE Lleida. En los dos años que estuvo en el conjunto leridano repitió la experiencia de Oviedo y pese a jugar un buen número de encuentros, no dejó de ser suplente en casi todos ellos. Al final de la temporada 99/00 decidió retirarse. 
Al año siguiente, mientras atiende los negocios que regenta en Palma de Mallorca, jugó con el equipo de fútbol de empresas, el Playas Arenal. En 2005 y por sorpresa, anunció su regreso a los campos de fútbol, en las filas del CD Binisalem, que milita en la Tercera división balear. A pesar de no jugar todos los partidos, dejó su marca goleadora: en tres temporadas con el Binisalem, jugó 46 partidos, marcando 12 goles. De vuelta a Baleares jugó en el Playas Arenal, siendo campeón de España de Empresas en dos ocasiones.
En la temporada 2010-2011 debutó en los banquillos como entrenador del equipo juvenil A del Unión Deportiva Arenal.
En la temporada 2011/2012 se hizo cargo de la primera plantilla de la U.D. Arenal, que milita en la categoría primera regional preferente mallorquina, permaneciendo 2 temporadas en el cargo.
En diciembre de 2015 es contratado por la U. D. Rotlet-Molinar, de la Tercera división balear, para intentar revertir la situación clasificadora del equipo, en ese momento colista después de 15 jornadas, logrando mantener la categoría tras conseguir 30 puntos en 22 partidos, y así   terminar la competición en 16° lugar.
En la temporada 2016/2017 continúa su labor en la U. D. Rotlet-Molinar, sin embargo, no logra repetir el éxito de la temporada anterior, descendiendo de categoría.

## Palmarés
| Título              | Club                  | Año  |
| ------------------- | --------------------- | ---- |
| Liga                | Fútbol Club Barcelona | 1991 |
| Liga                | Fútbol Club Barcelona | 1992 |
| Copa de Europa      | Fútbol Club Barcelona | 1992 |
| Supercopa de España | Fútbol Club Barcelona | 1992 |
| Liga                | Fútbol Club Barcelona | 1993 |
| Supercopa de Europa | Fútbol Club Barcelona | 1993 |

## Equipos
| Club                  | País   | Año  |
| --------------------- | ------ | ---- |
| Las Planas            | España | 1989 |
| Barça B               | España | 1990 |
| Fútbol Club Barcelona | España | 1992 |
| Real Oviedo           | España | 1993 |
| Real Mallorca         | España | 1995 |
| Real Oviedo           | España | 1996 |
| Avispa Fukuoka        | Japón  | 1997 |
| UE Lleida             | España | 1997 |
| CD Binisalem          | España | 2004 |